# Nikolái Sujomlin
Nikolái Borísovich Sujomlin (en ruso: Николай Борисович Сухомлин) (San Petersburgo, 1945 – Puerto Príncipe, 12 de enero de 2010) fue un científico ruso destacado en el área de la física, matemática y econofísica. Se graduó en física en 1967 en la Universidad de Leningrado e hizo un doble doctorado en física y matemáticas aplicadas en la Universidad Estatal de Moscú. Destacó principalmente por haber hallado nuevas soluciones y simetrías de la ecuación de Black Scholes.
Fue profesor universitario en diferentes universidades en Francia, Haití, Martinica y República Dominicana.
Este incansable científico nunca dejó de investigar pese a todas las adversidades que pudieron presentársele en la cotidianidad. Su labor no solo tuvo un impacto en la ciencia, sino en el desarrollo intelectual de los países donde trabajó, en especial en República Dominicana.
Murió en Haití mientras daba una conferencia en el 2010 a causa del trágico terremoto.